# Hellphone
Hellphone è un film del 2007 diretto da James Huth, con Jean-Baptiste Maunier, Jean Dujardin e Édouard Collin.

## Trama
La storia inizia con l'immagine di Sid Soupir che ammira la ragazza dei suoi sogni, Angie. Il suo migliore amico, Pierre, lo incoraggia ad andare a parlarle. Quando Sid tenta di impressionare la ragazza con dei trick con lo skateboard, si distrae e si scontra con un carro di verdure, ottenendo sì l'attenzione di Angie, ma provocando l'ilarità delle sue due amiche Margot e Clémence. Nonostante la brutta figura, Sid riesce a parlare con Angie, mentre da lontano i due sono osservati dal "quasi-ragazzo" di Angie, Virgile, e dai suoi amici. Angie e Sid sono quasi sul punto di scambiarsi i numeri di telefono, quando il ragazzo rivela di non avere affatto un cellulare, e dopo delle battute mal riuscite dell'amico Pierre le due amiche di Angie la portano via.
Tornato a casa, Sid inizia a cercare di racimolare dei soldi per comprarsi un cellulare, tuttavia riesce ad ottenere solo 30 € dalla madre come anticipo per il regalo del compleanno. Con quella piccola somma, Sid si dirige in un negozietto mandato avanti da un tipo di nome Patrick Vo che, dopo qualche cavillo, gli dà un cellulare rosso vivo, estremamente levigato e con due protuberanze simili a cornetti in cima. Nelle mani di Sid il cellulare sembra prendere vita, mentre Patrick spiega che in precedenza aveva provato di tutto per accenderlo senza ottenere risultati; tenta quindi di riprenderselo per venderlo ad un prezzo maggiore, ma Sid scappa via.
Presto Sid scopre che il suo nuovo telefonino sembra essere vivo e provare una sorta di maliziosa attrazione verso di lui, facendo del male ed addirittura uccidendo i suoi nemici (per esempio, fa prendere fuoco ai capelli di una delle amiche di Angie, e porta il capo del fast food dove Sid lavora a friggersi la faccia, morendo). Inoltre, sembra che inizialmente il telefonino sproni Sid a corteggiare Angie, ma con lo scorrere della storia si scopre che in realtà il suo scopo è quello di ucciderla per avere Sid tutto per sé. Durante un festino a casa della ragazza in assenza di Sid, l'Hellphone porta tutti gli amici di lei ad uccidersi l'un altro e a tentare di ucciderla, ma Sid e Pierre accorrono in suo aiuto e iniziano a tentare di distruggere il cellulare per evitare che faccia del male ad altre persone.
Dopo una battaglia tra i tre ragazzi e quasi tutta la scuola, posseduta dal telefonino, Sid, Angie e Pierre riescono a distruggerlo congelandolo con dell'azoto liquido, e la storia si conclude con i tre che sono in viaggio alla volta di Londra in nave, dalla quale buttano il contenitore con l'azoto liquido ed il cellulare distrutto (si spera) in mare. Nel frattempo, finalmente, Sid ed Angie riescono a baciarsi, concludendo il film.

## Colonna sonora
La colonna sonora, arrangiata da Bruno Coulais, è composta per lo più da canzoni di un gruppo musicale emergente chiamato The Elderberries.

## Citazioni
Il film presenta molti riferimenti ad altre pellicole, tra le quali Forrest Gump, Il Signore degli Anelli, La casa (1981).
Il film che viene proiettato al cinema è l’horror francese Dead End.